# 達氏鬍鯰
達氏鬍鯰，為輻鰭魚綱鯰形目塘虱魚科的其中一種，分布於非洲剛果河中上游流域，本魚頭部橢圓形到矩形的背面;吻寬圓，額骨囪門非常長而狹窄;後頭骨囪門橢圓形，齒板非常寬大， 胸棘直線與結實的。鰓耙相當長的而且遠遠地豎立，第二感覺管的開口規則排列的，背鰭軟條65-81枚;臀鰭軟條51-62枚，體長可達30.5公分，棲息在底層水域，可做為食用魚。

## 扩展阅读
維基物種上的相關：達氏鬍鯰